# La Loma, Juchitepec
La Loma är ett samhälle i kommunen Juchitepec i delstaten Mexiko i Mexiko. La Loma hade 150 invånare vid folkräkningen år 2020.